# Орден Хрватског преплета
Орден Хрватског преплета или Орден старохрватског троничног узорка ( хрв. Red hrvatskog pletera) је седамнаеста по важности медаља коју додељује Република Хрватска . Ред је основан 1. априла 1995. године. Медаља се додељује за унапређење напретка и угледа Хрватске и добробити њених грађана.  Име је добио по хрватском преплету, традиционалном хрватском орнаменталном дизајну, испреплетеном низу грана које се користе као зид или баријера.